# Волохонський Анрі Гіршевич
Анрі Гіршевіч Волохонський (19 березня 1936, Ленінград  — пом. 8 квітня 2017, Горб-ам-Неккар, Німеччина) — радянський поет, прозаїк, філософ, перекладач.

## Життєпис
Закінчив Ленінградський хіміко-фармацевтичний інститут, аспірантуру Інституту озерного рибного господарства.
Протягом двадцяти чотирьох років працював у різних галузях хімії та екології. Брав участь в експедиціях в океанах, морях і на озерах.

## Поетична творчість
В кінці 1950-х почав писати вірші, пісні і п'єси, окремі — в співавторстві з Олексієм Хвостенком під псевдонімом А. Х. В.. Публікувався в самвидаві (починаючи з машинописних книг середини 1960-х, що випускалися російським поетом Володимиром Ерлем).
В СРСР був опублікований лише один вірш автора — байка «Кентавр» у журналі «Аврора» у 1972 р.
Наприкінці 1973 р. отримав дозвіл на виїзд за кордон, з 31 грудня 1973 року жив в Ізраїлі, восени 1985 переселився в Мюнхен, в 1995 — в Тюбінген.
З творів Волохонського найбільшу популярність здобув вірш «Рай», написаний до музики Володимира Вавілова, згодом виконаний Олексієм Хвостенко, а потім — Борисом Гребєнщиковим у фільмі «Асса».
Помер 8 квітня 2017 року в селищі Рексінген поблизу міста Горб-ам-Неккар у Німеччині.

## Відеоматеріали
- Пісня «Город золотой» [Архівовано 11 квітня 2017 у Wayback Machine.] у виконанні переможця 7 телепроєкту «Голос країни» священнослужителя Олександра Клименко.